# Škoda Enyaq iV
De Škoda Enyaq iV is een elektrische auto van klasse SUV (JC). Het voertuig wordt gemaakt door autoproducent Škoda uit Tsjechië en is in Nederland beschikbaar sinds 2021.

## Specificaties
Gegevens van de '60'-uitvoering.

### Vervoer
De auto biedt 5 zitplaatsen, waarvan 3 geschikt zijn voor Isofix-kinderzitjes. Er is standaard 585 liter kofferbakruimte, die uitgebreid kan worden tot maximaal 1710 liter. De auto heeft dakrails, die een maximale daklast van 75 kg aankunnen. Verder is de auto voorzien van een trekhaak, waarmee maximaal 750 kg ongeremd en 1000 kg geremd getrokken mag worden. De maximale verticale kogeldruk is 75 kg.

### Accu
De auto heeft een 62 kWh grote tractiebatterij waarvan 58 kWh bruikbaar is. Dit resulteert in een WLTP-gemeten actieradius van 412 km, wat neerkomt op 330 km in de praktijk. De accu is actief gekoeld, en wordt geproduceerd door LG Chem. Het accupakket heeft een nominaal voltage van 400 V en weegt ongeveer 376 kg.

### Opladen
De accu van de auto kan standaard worden opgeladen via een Type 2-connector met laadvermogen van 11 kW door gebruik van 3-fase 16 ampère, waarmee de auto in 6,25 uur van 0 % naar 100 % geladen kan worden. Bij gebruik van een snellader met een CCS-aansluiting kan een laadsnelheid van maximaal 130 kW worden bereikt, waarmee de auto in minimaal 30 minuten van 10 % naar 80 % geladen kan worden, wat neerkomt op een snellaadsnelheid van 460 km/u.

### Prestaties
De elektronische aandrijflijn van de auto kan 132 kW of 179 pk aan vermogen leveren. Daardoor kan de auto met 310 Nm koppel in 8,7 seconden optrekken van 0 naar 100 km/u. De maximale snelheid die bereikt kan worden is ongeveer 160 km/u.

## Galerij

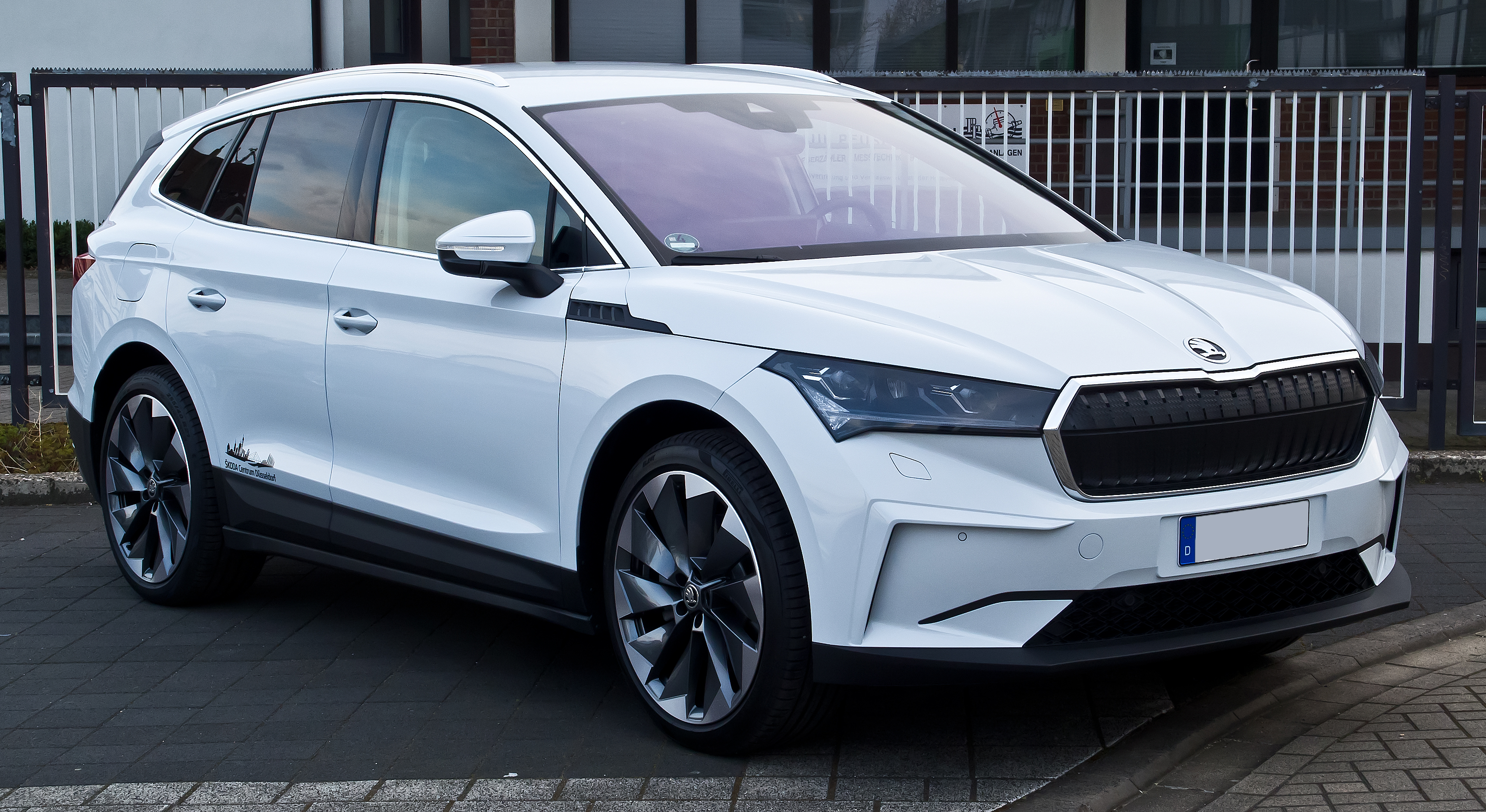
Voorzijde
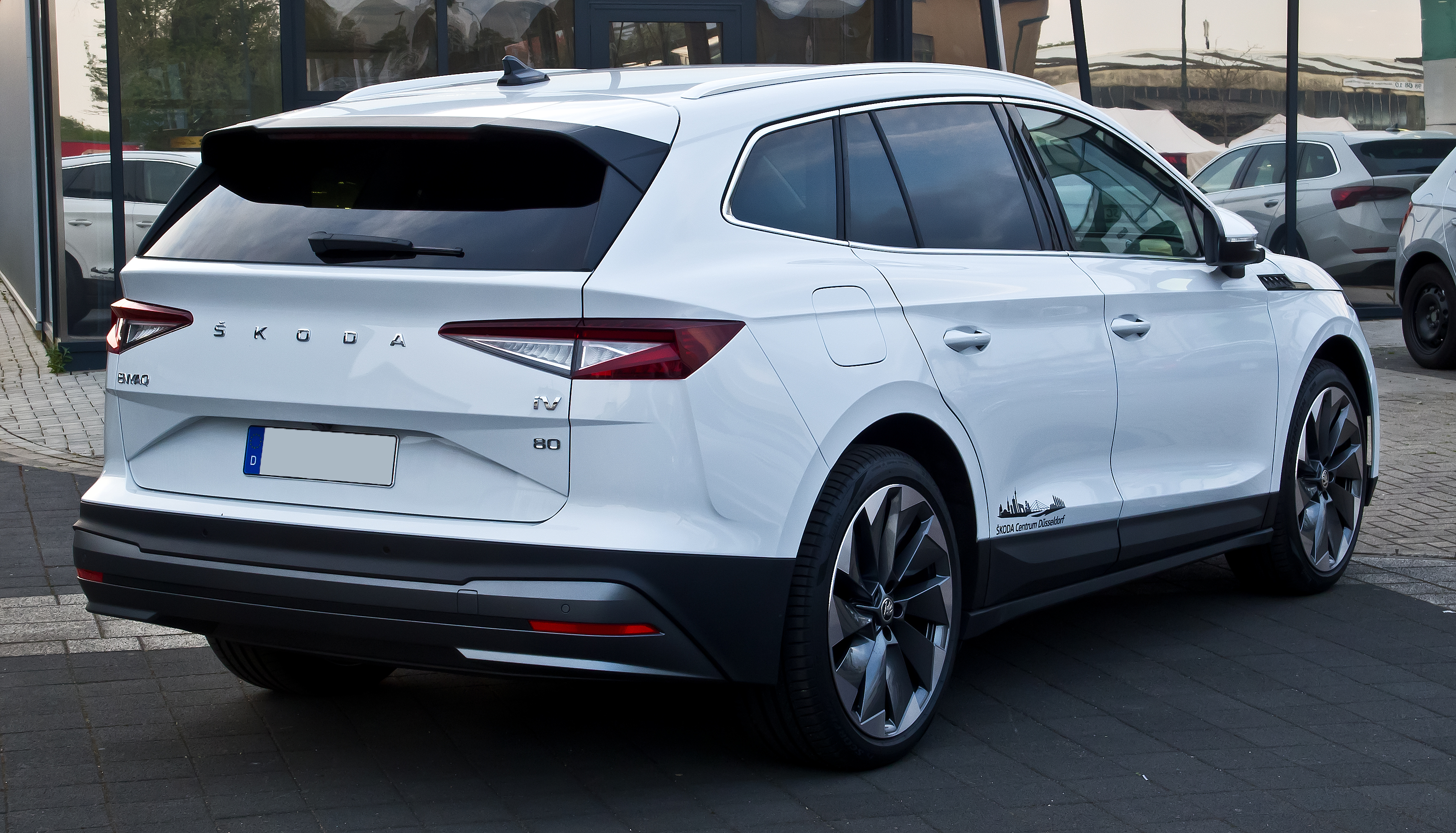
Achterzijde
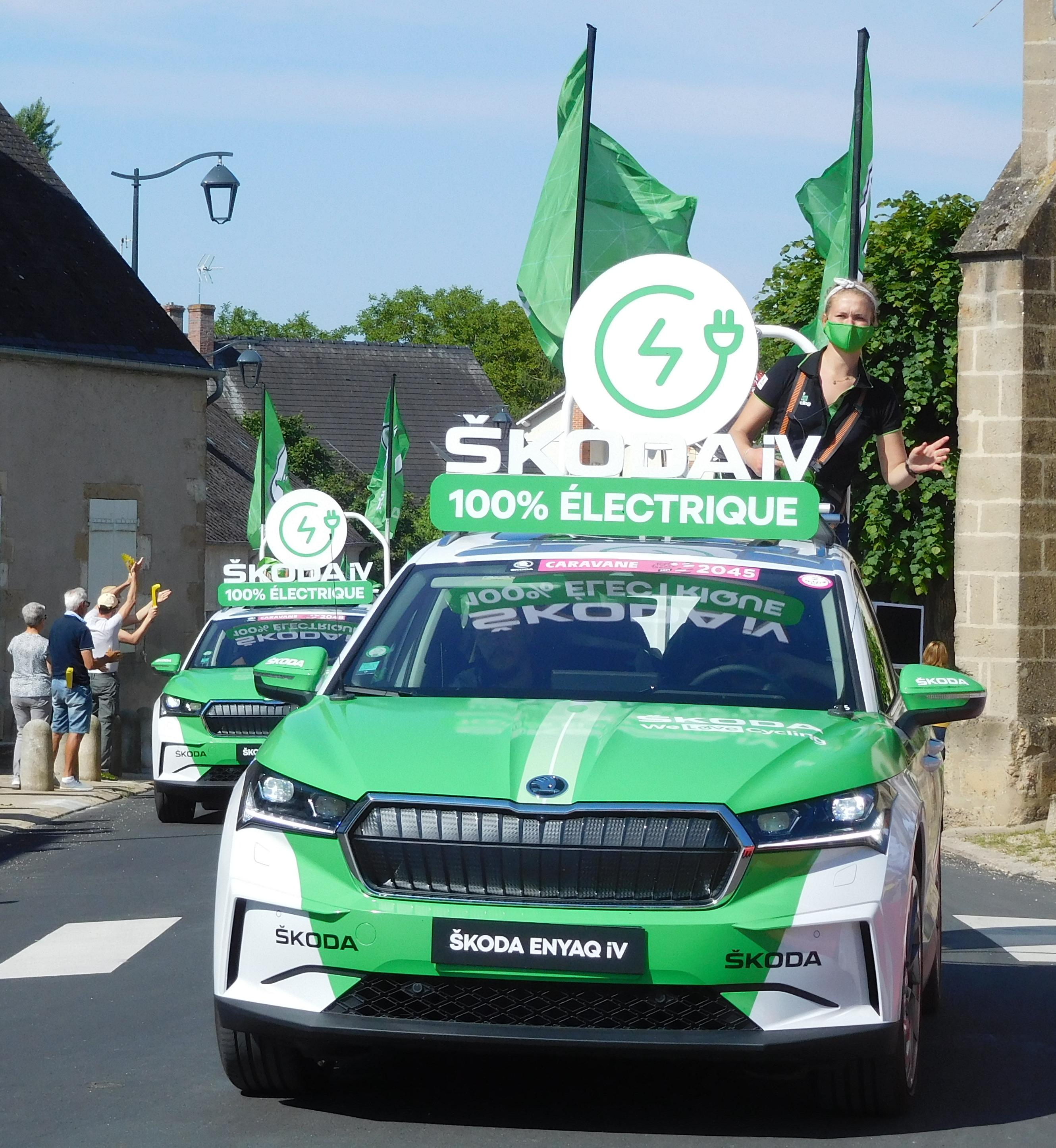
Campagnemodel
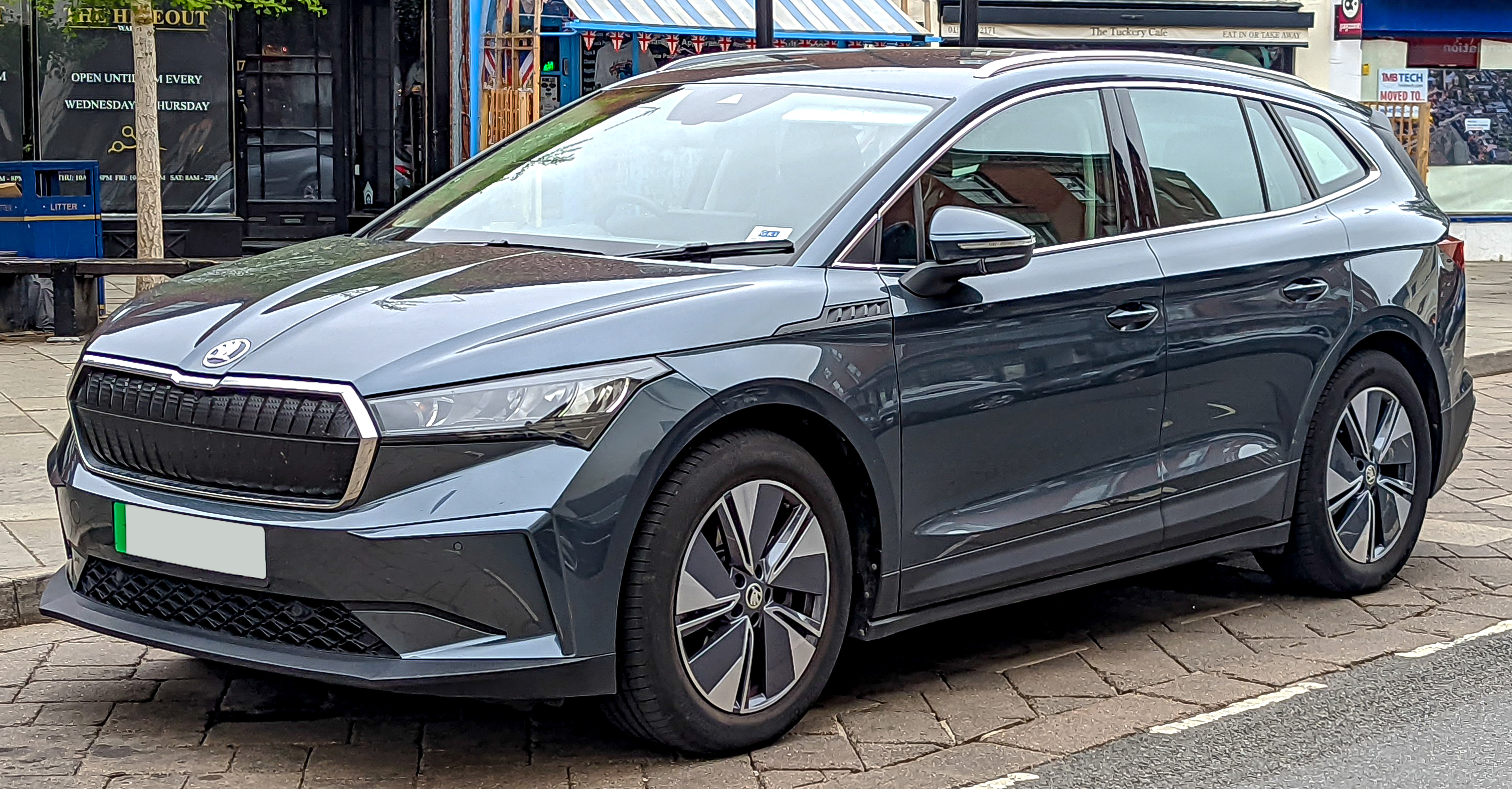
Een grijze Enyaq IV uit 2021